# إرنست نيوفيرت
إرنست نيوفيرت (بالألمانية: Ernst Neufert؛ 15 مارس 1900 – 23 فبراير 1986) هو معمار ألماني. عُرف بأنه عضو بعدة منظمات للتوحيد المعياري، خاصةً بعد تأليفه لكتابه الشهير عناصر التصميم والإنشاء المعماري، الذي يُعتبر أحد المراجع المعماريّة المهمّة في العالم. كان نيوفيرت أيضًا مُعلّمًا ومساعدًا للمعمار والتر غروبيوس.

## السيرة الذاتية
وُلد نيوفيرت في فرايبورغ، ولاية ساكسونيا أنهالت في ألمانيا عام 1900. دَرَس في سن السابعة عشر في مدرسة للإنشاء في فايمار، وكان معلّمه قد رشحه للمعمار والتر غروبيوس ليكون من أوائل تلاميذه عام 1919 في مدرسة الباوهاوس. أنهى نيوفيرت دراسته عام 1920 ليذهب إلى برشلونة ويلتقي المعمار أنطونيو غاودي الذي تأثر به بشكل كبير. عاد بعد سنة إلى الباوهاوس ليكون أحد مساعدي والتر غروبيوس الذي كان له أحد أهم الاستوديوهات الفنيّة في جمهورية فايمار.
عُيّن نيوفيرت بعد الحرب العالمية الثانية كبروفيسور في جامعة دارمشتات للتكنولوجيا في دارمشتات، وقد افتتح مكتبه الخاص عام 1953 ليصمم العديد من المشاريع مع إبنه. لقد نَشَر عدة كتب، من أهمها عناصر التصميم والإنشاء المعماري الذي يُعرف باسم نيوفيرت، وهو كتاب مرجعي معماري للمتطلبات المكانيّة في التصميم وتخطيط المواقع والعوامل البشريّة. كما ألّف كتاب 'إرنست نيوفيرت: ثقافة بناء موحدة في القرن العشرين. تُوفي نيوفيرت في رول في سويسرا عام 1986.

## الأعمال
- منسا على الفيلوسوفنويغ في ينا (1928-1930)
- أبيانوم في ينا (1929-1930)
- بيته الخاص والاستوديو في فايمار (1929)
- بوردنونزلهر فولك أوند ريتش فيرلاغ، برلين (1943)
- بيت إرنيست نيوفيرت، دارمشتات (1952-1955)
- مركز إيفاد كيليه في نورنبرغ (1954-1967)

## انظر أيضًا

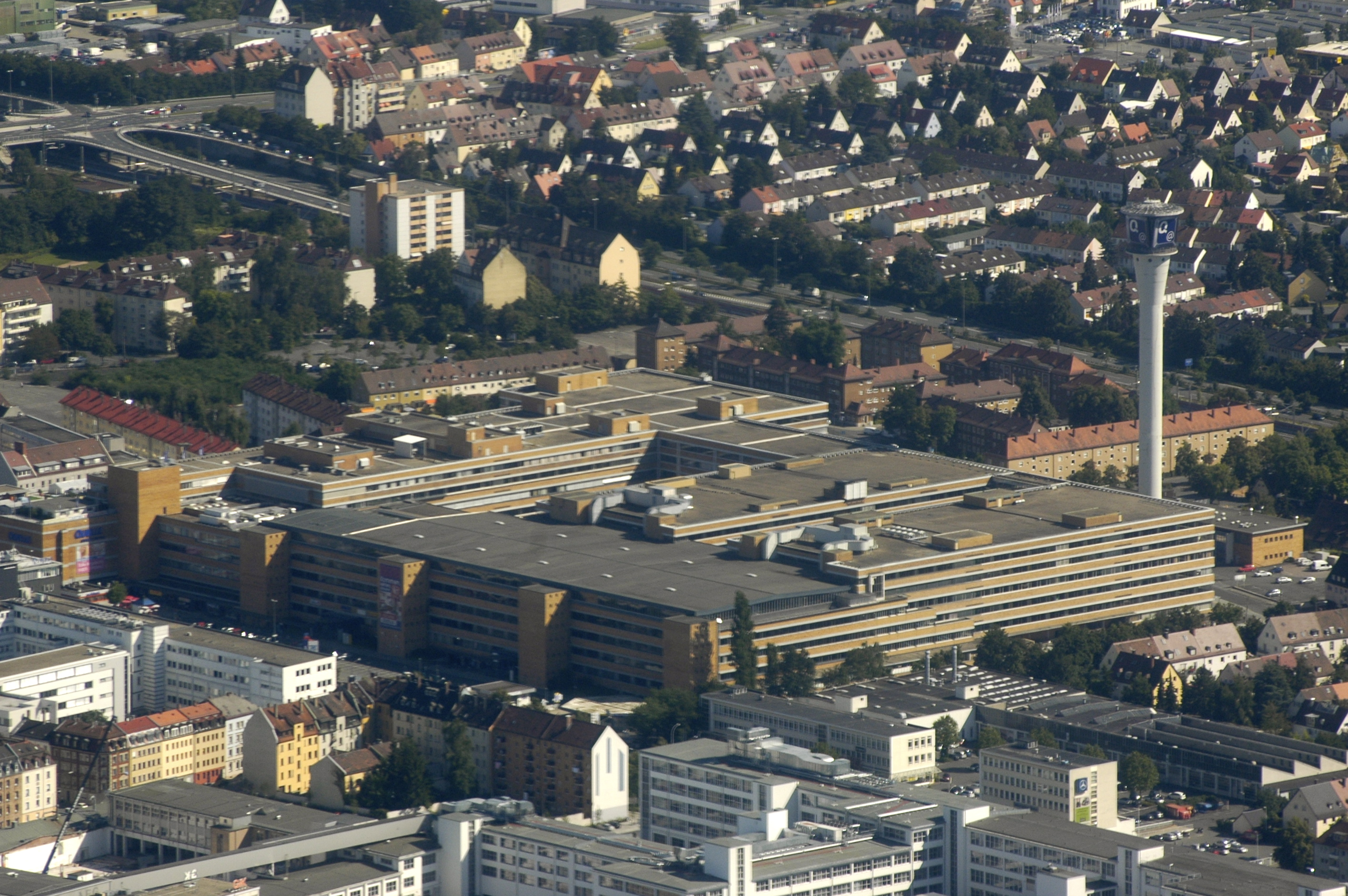
أحد أعمال نيوفيرت في نورنبرغ.

## وصلات خارجية
- نصوص عن إرنست نيوفيرت في فهرس مكتبة ألمانيا الوطنية
- كتاب عناصر التصميم والإنشاء المعماري - النسخة العربيّة الثالثة، نيوفيرت